# Balto-Slavische talen

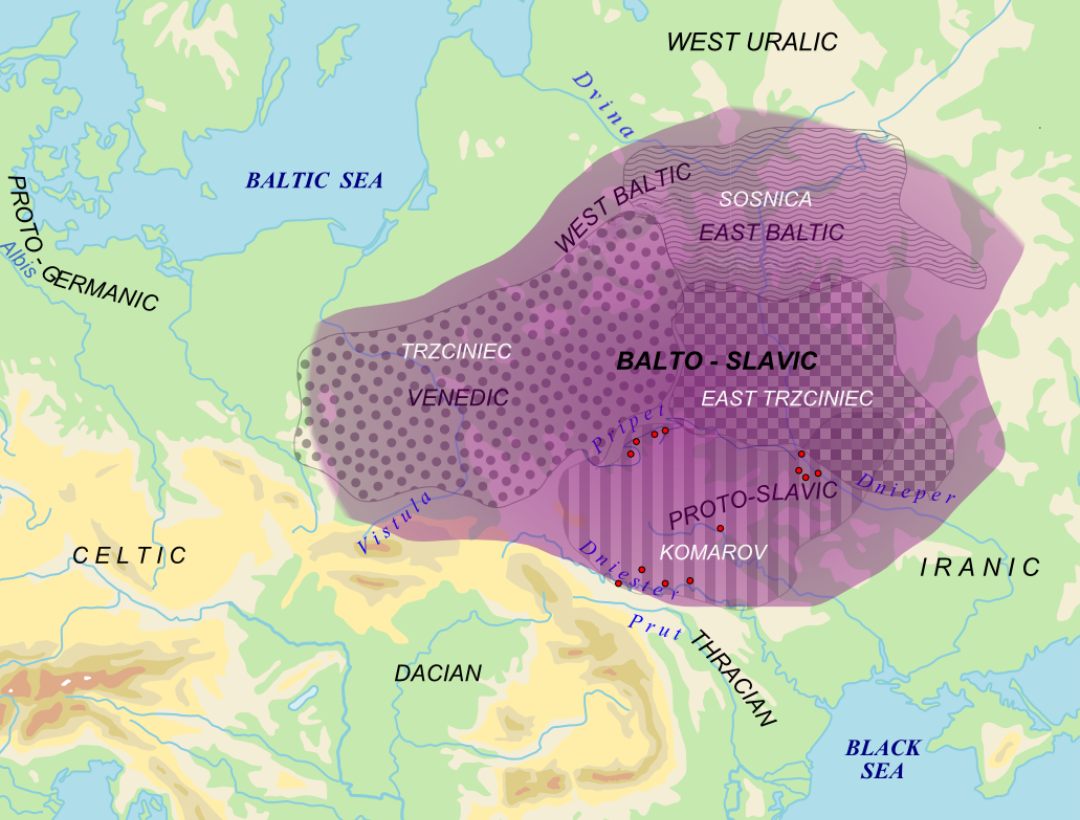
Trzcinieccultuur, inbegrepen Komarov- en Sosnitsacultuur, 1700-1200 BC

De Balto-Slavische taalgroep bestaat uit de Baltische en Slavische subgroepen van de Indo-Europese talen. De reconstructie van een hypothetische Proto-Balto-Slavische taal is nog steeds het onderwerp van een grote discussie. De meningen verschillen van een effectieve genetische eenheid, tot een meer incidentele periode van intense en langdurige contacten.

## Algemene argumenten
Het Baltisch en het Slavisch vertonen onderling meer overeenkomsten (zowel fonologisch als lexicaal als morfologisch) dan alle andere talen binnen de Indo-Europese taalfamilie. Vele taalkundigen, waaronder gerespecteerde Indo-Europeanisten als August Schleicher en Oswald Szereményi, nemen hierom aan dat beide groepen afstammen van een gemeenschappelijke voorouder, het Proto-Balto-Slavisch.
Andere taalkundigen, zoals Antoine Meillet, beschouwen deze gelijkenissen als gevolg van intensieve contacten tussen beide takken, nadat ze zich apart van het Proto-Indo-Europees afgescheiden hadden (dan wel van de satemgroep).
Van deze twee visies kreeg de eerste traditioneel de meeste aanhang. Beekes (1995: 22), bijvoorbeeld, stelde expliciet dat "de Baltische en Slavische talen oorspronkelijk één taal waren, en hierdoor één groep vormen". Collinge (1985) voegt aan appendix (p 271–77) toe over "Klemtoonwetten in het Balto-Slavisch", schijnbaar een geloof in een proto-Balto-Slavische oertaal implicerend, maar toegevend dat alles in die sectie controversieel is. Gray en Atkinsons (2003) boomschema ondersteunt een genetische verhouding tussen de Baltische en de Slavische talen, en dateert de splitsing van beide taalgroepen op ongeveer 1400 v.C. 

## Bewijzen voor de hypothese
Meer dan honderd woorden zijn gemeenschappelijk qua vorm en betekenis, enkel tussen het Baltisch en het Slavisch, bijvoorbeeld:
- Litouws bėgu ("ik ren"), Oudpruisisch bīgtwei ("rennen"), Russisch бегу (begoe; "ik ren"), Pools biegnę ("ik ren");
- Litouws liepa ("linde"), Lets liepa, Oud-Pruisisch līpa, Russisch lipa, Pools lipa

Het aantal gemeenschappelijke woorden kan ofwel verklaard worden door het bestaan van een gemeenschappelijke Balto-Slavische oertaal, of door de volgende omstandigheden:
- Sprekers van het Baltisch en het Slavisch hadden nauwe geografische, culturele en politieke contacten, hetgeen vanzelf leidt tot lexicale gelijkenissen (een zogenaamde taalbond).
- Slavische en Baltische talen werden niet neergeschreven tot respectievelijk de 9e en de 16e eeuw. Dit bemoeilijkt het staven van hypotheses.
- Slavische en Baltische talen behoren beiden tot de hypothetische satem-groep

## Meillet versus Szemerényi
Vóór Meillets Dialectes indo-européens (1908) werd de Balto-Slavische eenheid niet in twijfel getrokken door taalkundigen. In zijn herbeproeving van Meillets conclusies besloot Szemerényi in 1957 dat de Balten en de Slaven wel degelijk een periode van gemeenschappelijke taal en leven gekend hadden, en dat ze waarschijnlijk van elkaar afgescheiden werden door het indringen van Germaanse stammen langsheen de Wisła en de Dnjepr, grofweg aan het begin van onze jaartelling. Szemerényi stipt 14 punten aan die niet louter het resultaat kunnen zijn van een toevallige parallelle evolutie, en dus bewijs vormen voor een Balto-Slavische eenheid:
1. fonologische palatalisatie
2. de ontwikkeling van ǐ en ŭ vóór PIE resonanten
3. de wet van Pedersen
4. vernieuwingen binnen de klemtoonschema's
5. het bepaalde adjectief
6. deelwoordverbuiging met -yo-
7. genitief enkelvoud van thematische stammen -ā(t)-
8. de vorming van de comparatief
9. casus generalis 1p enkelvoud men-, 1p meervoud nōsom
10. tos/tā voor PIE so/sā voornaamwoord
11. overeenkomst van het onregelmatige athematische werkwoord (Litouws dúoti, Slavisch datь)
12. voortijdigheid met ē/ā
13. werkwoorden in het Baltisch eindigend op áuju; in het Slavisch op -ujǫ (eindigend op nasale o)
14. de sterke overeenkomst van de woordenschat, die niet wordt aangetroffen bij om het even welk paar takken van de Indo-Europese talen